# Alf Olsen
Alf Aage Olsen (Frederiksberg, 3 settembre 1893 – Frederiksberg, 18 agosto 1976) è stato un calciatore danese, di ruolo attaccante.

## Carriera
Prese parte alle Olimpiadi del 1920 con la Nazionale danese.

## Palmarès

### Club

#### Competizioni nazionali
- Campionato danese: 4

KB: 1916-1917, 1917-1918, 1921-1922, 1924-1925